# Adrianus van 't Hoogerhuys
Adrianus van 't Hoogerhuys/Hoogerhuijs (Rotterdam, 6 juli 1850 – Paramaribo, 2 januari 1918) was een in Suriname actief ambtenaar en politicus.
Hij werd geboren als zoon van Willem Adrianus van 't Hoogerhuijs (1809-1859) en Johanna Bartels (1814-1866). Zijn opleiding had hij in zijn geboorteplaats bij de Academie van Beeldende Kunsten en Technische Wetenschappen. Daarna was hij als opzichter betrokken bij de bouw van de Westerkerk in Rotterdam. In 1871 ging hij naar Suriname waar hij kort daarop werd aangenomen als tijdelijk opzichter. Na meerdere promoties volgde hij in 1879 J.A. Jurriaanse op als chef van het Bouwdepartement. Van 't Hoogerhuys ging in 1894 met pensioen.
In dat jaar werd hij door de gouverneur benoemd tot lid van de Koloniale Staten. Van de 13 leden werden er 9 gekozen en de overige 4 leden werden benoemd door de gouverneur. Dat veranderde in 1901 toen de gouverneur geen leden meer benoemde. Van 't Hoogerhuys stelde zich verkiesbaar bij de parlementsverkiezingen van 1901 en werd verkozen als Statenlid. In 1905 stapte hij op maar van 1907 tot 1909 keerde hij nog een keer terug in de Koloniale Staten.
Van 't Hoogerhuys was van 1912 tot 1916 ook nog buitengewoon lid van de Raad van Bestuur van Suriname. Verder is hij eigenaar geweest van de houtzagerij Werklust.
Begin 1918 overleed hij in Suriname op 67-jarige leeftijd.